# Титарев, Владимир Александрович
Владимир Александрович Титарев (род. 1976, Москва) — известный российский учёный и преподаватель в области вычислительной механики жидкости и газа, д.ф.-м.н. (2018), руководитель отделения «Моделирование сложных физических и технических систем» Федерального исследовательского центра «Информатика и управление» РАН, заместитель заведующего Лаборатории математического моделирования нелинейных процессов в газовых средах (МФТИ), ведёт занятия в должности профессора кафедры вычислительной физики МФТИ,.

## Биография в науке
Закончил МГТУ имени Н. Э. Баумана с красным дипломом в 2000 г. одновременно по двум специальностям: Основная — «прикладная математика» (магистр), «второе высшее» — «лингвистика» (красный диплом бакалавриата МГТУ им. Н. Э. Баумана).
Учёбу и исследования в российской аспирантуре совмещал со стажировкой в магистратуре Manchester Metropolitan University, Великобритания (c ноября 2000 г. по октябрь 2001 г.) и получил степень магистра (Msc by Research).
В октябре 2003 года защитил в Москве диссертацию по теме «Численное решение некоторых задач для модельного кинетического уравнения Больцмана» на звание кандидата физико-математических наук : 05.13.18. Москва, 2003. — 171 с. : ил. под руководством профессора, д.ф.-м.н. Е. М. Шахова.
C 2001 по 2005 годы под руководством проф. Э. Ф. Торо учился в аспирантуре Университета Тренто, Италия, и в октябре 2005 года получил степень Ph.D. по прикладной математике. Эта работа в 2005 г. была отмечена премией за одну из трёх лучших кандидатских в области прикладной математики в Италии.
C октября 2005 г. по январь 2007 года в том же университете трудился в должности Postdoctoral Research fellow.
С марта 2007 трудился в должности научного сотрудника (Research fellow) в университете Крэнфилда, Великобритания. С ноября 2008 по март 2011 г. — в должности н.с./преподаватель (Research Fellow/Lecturer) в дополнение к научной деятельности на постоянной основе читал лекции магистрам по курсам «Вычислительные методы для сжимаемых потоков: верификация и валидация» и др., проводил лабораторные занятия, в том числе по использованию коммерческого программного обеспечения для решения практических задач механики жидкости и газа. Преподавал на курсах повышения квалификации, в том числе для Abu Dhabi Water and Electricity Authority (ADWEA), ОАЭ 2010 год, и Jaguar Land Rover, Крэнфилд, 2011 год. Участвовал в промышленных проектах с Defence Science and Technology Laboratory (DSTL), UK (2010—2011), Lockheed Martin UK INSYS Ltd (2009), Евроатом (EURATOM/UKAEA Fusion Association, UK, 2009), Eaton Aerospace Limited, UK (2007) и в европейском проекте Generation of Advanced Helicopter Experimental Aerodynamic Database for CFD code validation (GoAHEAD), 2007—2010.
С марта 2011 трудился в качестве ведущего научного сотрудника сектора кинетической теории газов отдела механики Вычислительного центра им. А. А. Дородницына РАН.
12.04.2018 года защитил в ФИЦ ИПМ им. М. В. Келдыша РАН диссертацию по теме «Численное моделирование пространственных течений разреженного газа с использованием суперЭВМ» на звание … доктора физико-математических наук : (спец. 05.13.18 — Математ. моделирование, численные методы и комплексы программ).
В настоящее время В. А. Титарев осуществляет административное и научно-организационное руководство отделением 2 «Моделирование сложных физических и технических систем» федерального исследовательского центра «Информатика и управление» РАН. В состав отделения входят 7 отделов.

## Научные интересы и достижения
Научные интересы включают в себя вычислительную механику жидкости и газа, высокопроизводительные вычисления, разработку методов повышенного порядка точности для решения сложных задач.
Основные научные достижения В. А. Титарева связаны с разработкой численных методов решения гиперболических уравнений, их воплощения в виде комплексов параллельных программ и применении их к решению задач механики разреженного газа, высокоскоростной высотной аэродинамики и аэроакустики.
- «Несветай» (Программный комплекс моделирования трёхмерных течений одноатомного разреженного газа)[3],[4]
- «Гербера» (для расчёта аэроакустических характеристик воздушных самолётных винтов),
- «FlowModellium» (для расчёта высокоскоростных течений сжимаемого газа).

Разработанные методы и программы позволяют использовать произвольные расчётные сетки, квазимонотонные аппроксимации дифференциальных операторов по пространству и неявные численные методы дискретизации по времени.
А двухуровневая модель параллельных вычислений, применённая при разработке упомянутых программных комплексов, позволяет эффективно проводить расчёты на ЭВМ с тысячами и десятками тысяч ядер / гиперпотоков.
Разработанные программы успешно используется в научных и прикладных проектах ФИЦ ИУ РАН, МФТИ и ЦАГИ для решения академических задач и для моделирования течений в инженерных приложениях в интересах ОАК и Роскосмоса.

## Научно-организационная деятельность
В. А. Титарев входит в редколлегию следующих научных изданий:
- Journal of Scientific Computing (Q1)[5];
- Математика и математическое моделирование[6].

Также являлся приглашённым редактором в журнале Computers & Fluids в специальном выпуске «Recent progress in numerical methods for nonlinear time-dependent flow & transport problems», посвящённом 70-летию профессора Е. Ф. Торо.
В. А. Титарев является членом Совещательного комитета Международного симпозиума по динамике разреженного газа, проводимого с 1958 г. (International Symposium on Rarefied Gas Dynamics).
Эксперт РАН (id 2016-01-1236-5935), РФФИ и РНФ.

## Участие в подготовке научных кадров
Кроме уже упомянутой выше преподавательской деятельности во время обучения и работы в университете Крэнфилда, в настоящее время сотрудничает с МФТИ, являясь заместителем заведующего в Лаборатории математического моделирования нелинейных процессов в газовых средах, где, в частности, принял участие в совместных исследованиях в области численного моделирования аэродинамики и аэроакустики авиавинтов с Акустическим отделением Московского комплекса ЦАГИ по созданию собственного комплекса программ численного моделирования задач аэродинамики и акустики.
В настоящее время ведёт занятия в должности профессора кафедры вычислительной физики МФТИ.
Был руководителем четырёх магистрантов и двух аспирантов в ун-те Крэнфилда, трёх дипломников (с ФАКИ, ФАЛТ и ФУПМ) в МФТИ.

### Диссертации
- Титарев, Владимир Александрович. Численное решение некоторых задач для модельного кинетического уравнения Больцмана : диссертация … кандидата физико-математических наук : 05.13.18. — Москва, 2003. — 171 с. : ил.
- Титарев, Владимир Александрович. Численное моделирование пространственных течений разреженного газа с использованием суперЭВМ : диссертация … доктора физико-математических наук : 05.13.18; [место защиты: Ин-т прикладной математики им. М. В. Келдыша РАН]. — Москва, 2017. — 256 с. С текстом диссертации, авторефератом по ней, отзывами оппонентов и итогами публичной защиты можно познакомиться на портале Научного совета ИПМ им. М. В. Келдыша РАН.